# Justas Zdanavičius
Pour les articles homonymes, voir Zdanavičius.
Justas Zdanavičius est un astronome lituanien.
Il a obtenu son doctorat en astronomie en 2006 à l'université de Vilnius et est devenu[Quand ?] assistant chercheur à l'Institut de physique théorique et d'astronomie de cette université.
Le Centre des planètes mineures lui crédite la découverte de cent-vingt astéroïdes, découvertes effectuées entre 2001 et 2011, toutes en collaboration avec Kazimieras Černis.

## Astéroïdes découverts
| (68730) Straizys        | 15 mars 2002      |
| (73059) Kaunas          | 16 mars 2002      |
| (95593) Azusienis       | 16 mars 2002      |
| (135561) Tautvaisiene   | 16 mars 2002      |
| (140628) Klaipeda       | 20 octobre 2001   |
| (141496) Bartkevicius   | 15 mars 2002      |
| (144752) Plunge         | 16 avril 2004     |
| (151430) Nemunas        | 16 mars 2002      |
| (154932) Sviderskiene   | 12 octobre 2004   |
| (155138) Pucinskas      | 9 octobre 2005    |
| (157396) Vansevicius    | 13 octobre 2004   |
| (157534) Siauliai       | 8 octobre 2005    |
| (167960) Rudzikas       | 13 mars 2005      |
| (169568) Baranauskas    | 16 mars 2002      |
| (175548) Sudzius        | 27 septembre 2006 |
| (180141) Sperauskas     | 26 mars 2003      |
| (184096) Kazlauskas     | 16 avril 2004     |
| (187276) Meistas        | 8 octobre 2005    |
| (189396) Sielewicz      | 2 mai 2008        |
| (198820) Iwanowska      | 13 mars 2005      |
| (202093) Jogaila        | 11 octobre 2004   |
| (202704) Utena          | 14 avril 2007     |
| (210147) Zalgiris       | 21 septembre 2006 |
| (212587) Bartasiute     | 23 septembre 2006 |
| (212606) Janulis        | 27 septembre 2006 |
| (212692) Lazauskaite    | 23 mars 2007      |
| (225033) Maskoliunas    | 23 mars 2007      |
| (226672) Kucinskas      | 16 avril 2004     |
| (231040) Kakaras        | 10 mars 2005      |
| (237845) Neris          | 16 mars 2002      |
| (242479) Marijampole    | 12 octobre 2004   |
| (248993) Jonava         | 14 avril 2007     |
| (252794) Maironis       | 16 mars 2002      |
| (286693) Kodaitis       | 16 mars 2002      |
| (288960) Steponasdarius | 11 octobre 2004   |
| (288961) Stasysgirėnas  | 12 octobre 2004   |
| (289021) Juzeliunas     | 12 octobre 2004   |
| (289121) Druskininkai   | 12 octobre 2004   |
| (296968) Ignatianum     | 12 mars 2010      |
| (302849) Richardboyle   | 27 mars 2003      |
| (309206) Mažvydas       | 14 avril 2007     |
| (319009) Kudirka        | 10 octobre 2005   |
| (325588) Bridzius       | 19 septembre 2009 |
| (339855) Kedainiai      | 7 octobre 2005    |
| (348511) Žemaitė        | 10 octobre 2005   |
| (353404) Laugalys       | 25 septembre 2006 |
| (361524) Klimka         | 24 mars 2007      |
| (363706) Karazija       | 14 octobre 2004   |
| (453256) Gucevičius     | 23 septembre 2008 |